# Aliyu Audu Abubakar
Aliyu Audu Abubakar (ur. 15 czerwca 1996 w Lagosie) – nigeryjski piłkarz, grający na pozycji obrońcy.

## Kariera piłkarska

### Kariera klubowa
Wychowanek Mutunchi Academy. W 2014 rozpoczął karierę piłkarską w izraelskim FC Aszdod. Latem 2015 przeniósł się do tunezyjskiego CA Bizertin. 26 marca 2016 został piłkarzem fińskiego Kuopion Palloseura. 12 lutego 2017 wyjechał do Gruzji, gdzie został piłkarzem Dila Gori. W końcu roku opuścił gruziński klub, a potem wrócił do Finlandii, gdzie 12 kwietnia 2018 podpisał kontrakt z Palloseura Kemi Kings. 27 lipca 2018 zasilił skład FK Słuck z Białorusi. 26 lipca 2019 przeszedł do ukraińskiego Olimpiku Donieck, a już 15 listopada 2019 otrzymał status wolnego agenta. 6 lutego 2020 podpisał kontrakt z Szachtiorem Karaganda.

### Kariera reprezentacyjna
W 2013 występował w juniorskiej reprezentacji Nigerii.

## Sukcesy i odznaczenia

### Sukcesy reprezentacyjne
Nigeria
- mistrz świata U-17: 2013